# Río Rurubu
El río Rurubu o Ruvubu es un río de África Central de unos 300 km de longitud, que pertenece a la cuenca hidrográfica del río Nilo. 

## Curso
Nace en el norte de Burundi, cerca de la ciudad de Kayanza y se une al río Ruvyironza cerca de Gitega. Atraviesa el Parque nacional de Ruvubu. Posteriormente entra en Tanzania donde se une al río Nyabarongo.